# Mua sắm xã hội
Mua sắm xã hội là một phương thức thương mại điện tử nơi bạn bè của người mua sắm tham gia vào trải nghiệm mua sắm. Các nỗ lực mua sắm xã hội để sử dụng công nghệ để bắt chước các tương tác xã hội được tìm thấy trong các trung tâm và cửa hàng vật lý. Với sự phát triển của thiết bị di động, mua sắm xã hội hiện đang mở rộng ra ngoài thế giới trực tuyến và vào thế giới mua sắm ngoại tuyến.

## Năm loại hình
Mua sắm xã hội trải rộng trên nhiều định nghĩa nhưng phần lớn có thể được chia thành năm loại: web mua sắm theo nhóm, Cộng đồng mua sắm, Công cụ khuyến nghị, Chợ mua sắm và Mua sắm chung.
1. Các trang web mua sắm của nhóm bao gồm các công ty như Groupon và LivingSocial. Các trang web này khuyến khích các nhóm người mua cùng nhau với giá bán buôn, về cơ bản là mô hình giống như Costco cho thế giới trực tuyến.
2. Cộng đồng mua sắm mang những người cùng chí hướng cùng nhau thảo luận, chia sẻ và mua sắm. Sử dụng sự khôn ngoan của đám đông, người dùng giao tiếp và tổng hợp thông tin về sản phẩm, giá cả và giao dịch. Nhiều trang web cho phép người dùng tạo danh sách mua sắm tùy chỉnh và chia sẻ chúng với bạn bè.[2] Đến nay [khi nào?], cộng đồng thời trang đã chủ yếu thống trị không gian này. Tuy nhiên, cộng đồng mua sắm không chỉ giới hạn trong thời trang. Một số nền tảng như Zwibe có mặt trên tất cả các danh mục và thực sự trả tiền cho người có ảnh hưởng nếu họ bán hàng trong nhóm của họ. Các cộng đồng mua sắm khác bao gồm Listia, một cộng đồng trực tuyến cho các công cụ miễn phí. Các câu lạc bộ dựa trên hoạt động (như câu lạc bộ du lịch hoặc thể thao mạo hiểm) là điểm tương đồng trực tiếp cho thể loại mua sắm xã hội này.
3. Động cơ khuyến nghị cho phép người mua sắm cung cấp lời khuyên cho người mua sắm đồng nghiệp. Sự tương tự trong cửa hàng cho thể loại mua sắm xã hội này là nhờ một người mua hàng đồng nghiệp cho lời khuyên. Các công ty đánh giá sản phẩm trực tuyến truyền thống như Amazon đã giúp nhiều người tiêu dùng hẹn hò nhưng hiện tại nhấn mạnh việc có được và đưa ra lời khuyên cho người lạ. Sắp và sắp tới [cần dẫn nguồn] các công ty khởi nghiệp mua sắm xã hội khuyến khích các cuộc trò chuyện về việc mua hàng với bạn bè hoặc người quen của người dùng.
4. Chợ mua sắm xã hội mà mang bán và người mua với nhau để kết nối và giao dịch như Shopcade, Polyvore, Storenvy, Etsy, SavelGo, và Impulse. [3] Sự tương tự ngoại tuyến cho thể loại này là một chợ nông sản hoặc chợ. Thị trường tập hợp những người bán hàng độc lập và tạo ra một diễn đàn để họ trưng bày và bán sản phẩm của họ cho người mua. Thị trường dành cho người mua và người bán phương thức kết nối và giao tiếp, đồng thời thực hiện vai trò của người hỗ trợ thương mại điện tử cho người bán và công cụ khám phá cho người mua.
5. Cơ chế mua sắm được chia sẻ cho các trang web thương mại điện tử dựa trên danh mục. Điều này cho phép người mua sắm hình thành các nhóm mua sắm hợp tác đặc biệt, trong đó một người có thể lái trải nghiệm mua sắm trực tuyến cho một hoặc nhiều người khác, sử dụng giao tiếp thời gian thực giữa họ và với nhà bán lẻ.

## Lợi ích cho các nhà bán lẻ
Các trang web mua sắm xã hội có thể tạo ra doanh thu không chỉ từ quảng cáo và nhấp qua, mà còn bằng cách chia sẻ thông tin về người dùng của họ với các nhà bán lẻ. Một số trang web tập trung vào các tương tác của người dùng truyền thông tin và đề xuất khó có được từ nhân viên bán hàng.

## Lợi ích cho khách hàng
Các trang web mua sắm xã hội thúc đẩy người dùng của họ tham gia theo cách. Nhiều trang web cung cấp không có giá trị cụ thể để đáp lại, dựa trên ý nghĩa nội tại của phần thưởng xã hội của người dùng để chia sẻ thông tin với cộng đồng. Các trang web khác cung cấp phần thưởng hữu hình để chia sẻ thông tin. Các trang web khác cung cấp ưu đãi dưới dạng điểm danh tiếng có thể được đổi thành quà tặng.

## Tiện ích mở rộng
Mua sắm xã hội cũng có thể tồn tại trong thế giới thực ngoài việc hoán đổi rõ ràng các câu chuyện của người tiêu dùng với những người biết. Ví dụ, khi bạn bước vào phòng thay đồ, chiếc gương phản chiếu hình ảnh của bạn, nhưng bạn cũng thấy hình ảnh của mặt hàng may mặc và những người nổi tiếng mặc nó trên màn hình tương tác. Một webcam cũng chiếu hình ảnh của người tiêu dùng mặc đồ trên trang web cho mọi người xem. Điều này tạo ra sự tương tác giữa người tiêu dùng bên trong cửa hàng và mạng xã hội của họ bên ngoài cửa hàng. Công nghệ đằng sau hệ thống này sử dụng RFID.
Có nhiều cách khác nhau để các cửa hàng sử dụng các tính năng mua sắm xã hội. Một số trang web cung cấp một sự kết hợp của mua sắm so sánh với các tính năng xã hội. Những người khác kết hợp các cửa hàng vật lý và các tính năng xã hội, ví dụ, cho phép khách hàng chia sẻ tìm kiếm và giao dịch từ các nhà bán lẻ vật lý thông qua điện thoại và trang web và tương tác với người dùng có cùng sở thích mua sắm.
Một số trang web sử dụng các công cụ và mạng xã hội trực tuyến được thiết lập thay vì cố gắng xây dựng riêng. Bằng cách triển khai các ứng dụng như Facebook Connect, cho phép người dùng hỏi ý kiến của bạn bè trên Facebook về việc mua hàng trực tiếp trên trang web mua sắm xã hội. Những người khác triển khai API Twitter, cho phép người dùng của họ chia sẻ nội dung thông qua các tweet. Tương tự, cũng có các ứng dụng mua sắm xã hội sử dụng các mạng hiện có để tích hợp mạng xã hội của người dùng với mua sắm tổng hợp các ưu đãi bán hàng từ Instagram bằng API.